# Megaerops kusnotoi
Megaerops kusnotoi — вид рукокрилих, родини Криланових, ендемік Індонезії.

## Поширення, поведінка
Знаходиться в гірських тропічних вічнозелених лісах.